# أمريكا المفتوحة 1978 (كرة مضرب)
قائمة بالأبطال في بطولة 1978 أمريكا المفتوحة:

## الكبار

### فردي رجال
جيمي كونرز هزم  بورن بورغ ، 6-4, 6-2, 6-2